# Коџа Синан-паша
Коџа Синан-паша (1506 — 3. април 1596) је био велики везир Османског царства, војсковођа и државник. Током Банатског устанка, Синан-паша је 1594. године издао наредбу да се спале мошти Светог Саве како би се Срби казнили због учешћа у рату.

## Биографија
Синан-паша, познат и као Коџа Синан (Велики Синан) је рођен у Топољану (Доња махала) у данашњој Албанији, Љума (област). Дубровачки документ из 1571. године који набраја личности са двора османског султана помиње Синана као католика албанског порекла. Отац му се звао Али-бег. Синан-паша је 1569. године постављен за османског намесника у Египту, а до 1571. године учествује у освајању Јемена. Командује 1580. године војском у Османско-сафавидском рату (1578—1590). Исте године је од Мурата III по први пут именован великим везиром. Функцију је обављао нешто више од годину дана када је смењен због пораза његовог генерала, Мехмеда-паше, код Горија. Касније обавља функцију гувернера Дамаска, а 1589. године, након велике побуне јаничара, по други пут постаје велики везир. Учествује у борбама око влашког престола. Отпуштен је након још једне јаничарске побуне 1591. године, али је 1593. године поново позван на великовезирски престо. Командује османском војском у рату против Хабзбурга (Дуги рат). Следеће године је наредио да се мошти Светог Саве из Милешеве донесу у Београд где су спаљене како би се казнили Срби због узимања учешћа у рату (Банатски устанак). Командује османском војском у бици код Калугаренија 1595. године. Поново је смењен упркос успесима у рату (1595). Августа исте године поново је на власти и води акцију против влашког кнеза Михаила Храброг. Због неуспеха у борбама поново је смењен. Након смрти свога наследника, Лала Мехмед-паше, Синан-паша је постао велики везир свега три дана након смењивања. Био је то његов пети везират. Умро је на пролеће 1596. године остављајући иза себе велико богатство. Сахрањен је у Истанбулу код Великог базара.
Турска историја Тарих Гјулшан-и-меариф, сведочи о томе да је Софи Синан-паша 1595. године био валија (начелник области) Офена и учествовао у дунавској дружини заједно са Коџа Синан-пашом садразмом (у време кад је тај садразам спалио мошти Св. Саве на Врачару у Београду).

## Иван Јастребов о Синан-паши
Иван Јастребов је писао о овом паши да је српског порекла. За људе свог родног краја (Топољане) и околних села је издејствовао ферман султана Мурата III (1574—1595) из 1585. златом исписан. Ферман се чувао у селу Топољане код Иљиз-аге у време Јастребова. Нису морали плаћати десетак, дажбине од оваца и свих пореза на земљу. Вратислав (Wratislavi Reise) о Синан паши пише да је он некада био у Албанији чувар свиња, као и његов синовац Ферхад-паша. Потурчен је у тренутку кад је у 12. години одведен у Цариград где је био одређен за службу на двору. Добио је најбоље образовање свога времена (16. век). Тревизијано у свом путопису из 1554. пише да су тада од народа одузимали децу од 10-12 година. Житељи су у гомилама доводили децу комесарима који су допутовали због врбовања деце. Одабрана деца су приступала царском двору, где су обучавана важним наукама тако да су многи од њих били садразми, а други су улазили у јаничарску војску.
Синан-паша је рођен у Топољанима око 1508. г, умро је 1596. Живео је, по турским историчарима, 90 година. Турски историчар Наима каже за њега да је био Арнаутин. Разлог је тај што су и у доба Јастренова Турци у Цариграду називали Арнаутином сваког становника призренске области па био он и прави Србин јер се за стару Србију зна под именом Арнаутлук. За време султана Сулејмана, Синан је био дворски чиновник у својству капел-мајстора, затим је био начелник провинције: Малатиј, Костомуни, Гузи и Триполи, потом беглербег области: Египта, Алепа и Ерзерума. Муслиманске 977. г. овладавши Јеменом, вратио се у Цариград и именован је за сердара (начелника) флоте са звањем везира. Султан Селим га је послао 1569. у Јемен као кнеза (вицекраља) Египта против Мутахира, јеменског шерифа, који је са Арапима напао Мурат-пашу, јеменског беглербега, и заклао пашу и све Турке у Јемену. 1573. г. освојио је Тунис с окрузима. 1579. именован је за садразма наместо Мехмед-паше Соколовића. 1585. г. био је начелник Сирије. 1588. поново је био садразам. 1589. пензиониан је, али је 1592. по треи пут постао садразам. У периоду 1594-1595. опет је био садразам па смењен па именован поново. Умро је 3. априла 1596. у 90. години живота. Над телом су читане молитве у џамији Аја Софија у Цариграду, и сахрањено је у турбе поред решеткастих врата. На гробу није било никаквих натписа, али у том турбету, између многих других гробова, стражар је радо показивао гроб Синан-паше садразма. Пет пута је био садразам.
Ферман доказује да је Синан-паша био спахија села свога родног краја и да су сви житељи били православни хришћани 1585. године. Турци су и у доба Јастребова православне звали рајом, а католике латинима. Тадашњи земљаци Синан-паше су још сачували свој српски језик. Хришћана православних Арнаута није било. С променом вере усвајали су и арнаутски језик. Тада је још у Љуми владао српски језик. Топољански Синан-паша важио је за српског пастира мада га турски животописци називају Арнаутином, за разлику од страних који су га називали Србином, и упркос томе што је у то време на султановом двору српски језик био у употреби. Готово сви везири су били Срби: Синан-паша из Топљана. Виља је дала Софи Синан-пашу, Мехмед-паша Соколовић је Србин из села Соколовићи у Босни... Коџа Синан-паша је купио села роднога краја, када се током службе већ обогатио, разним недозвољеним начинима, како сведоче историчари. Хамер га назива агом, тј. помоћником 1561. г. Титулу аге су имали само поседници. Синан је потицао из властелинске племените српске породице и ту је владао на основу родовског права. Његови сељаци нису остали незахвални па су се потурчили.